# 2008年北京オリンピックのスロベニア選手団
2008年北京オリンピックのスロベニア選手団（2008ねんペキンオリンピックのスロベニアせんしゅだん）は、2008年8月8日から8月24日にかけて中国の北京を主として開催された2008年北京オリンピックのスロベニア選手団、およびその競技結果。

## 概要
今大会は金メダル1個、銀メダル2個、銅メダル2個の合計5個のメダルを獲得した。

## メダル
| メダル | 選手名                 | 競技       | 種目                 |
| ------ | ---------------------- | ---------- | -------------------- |
| 金     | プリモジュ・コズムス   | 陸上       | 男子ハンマー投       |
| 銀     | サラ・イサコビッチ     | 競泳       | 女子200m自由形       |
| 銀     | ヴァシリ・ジュボガル   | セーリング | 男子レーザー級       |
| 銅     | ルツィヤ・ポラウデル   | 柔道       | 女子78kg超級         |
| 銅     | ライモンド・デベベッチ | 射撃       | 男子50mライフル3姿勢 |